# Philaenus scutellatus
Philaenus scutellatus är en insektsart som beskrevs av Kato 1933. Philaenus scutellatus ingår i släktet Philaenus och familjen spottstritar. Inga underarter finns listade i Catalogue of Life.